# Jumelles
Pour les articles homonymes, voir Jumelle.

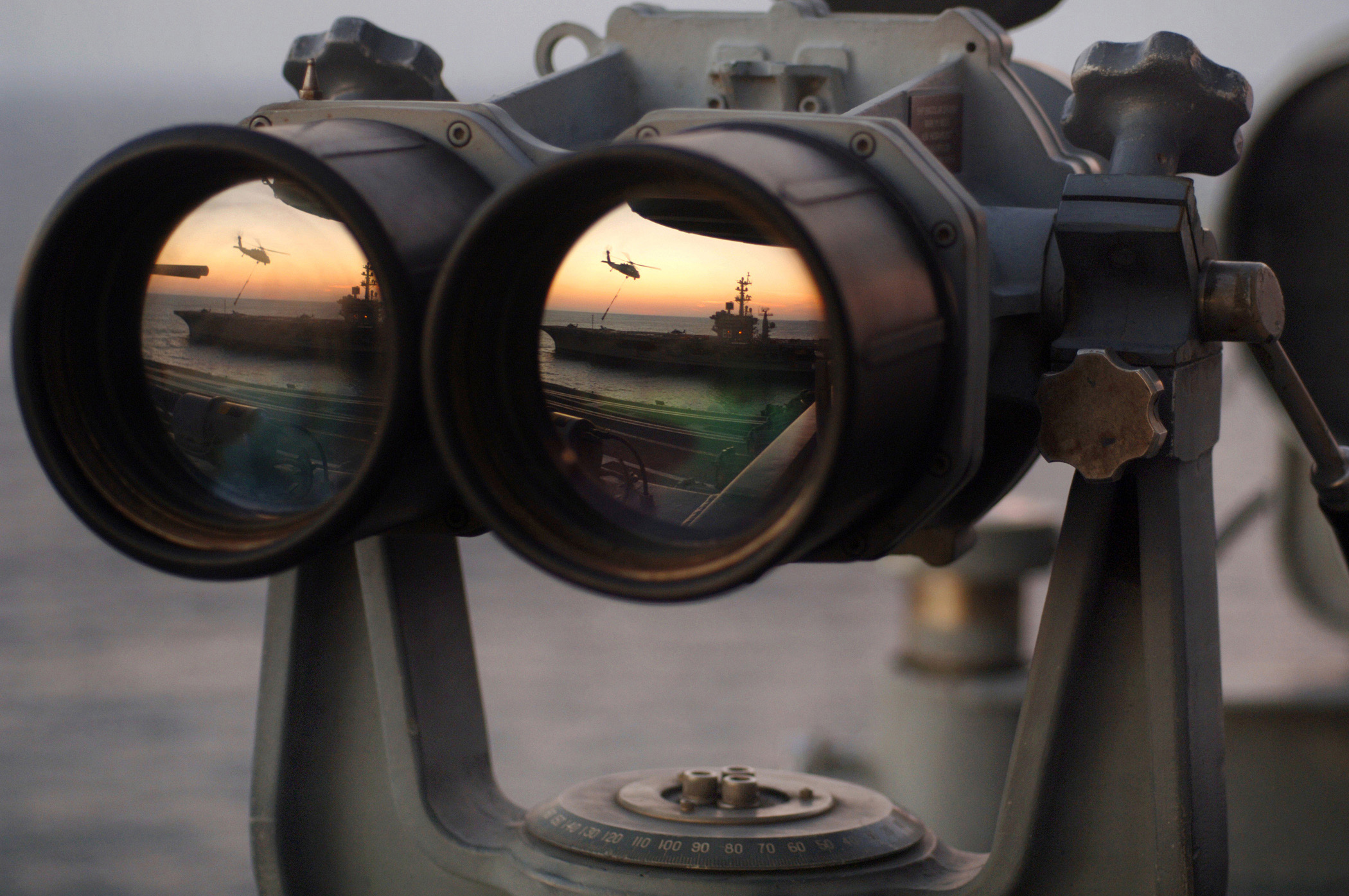
Jumelles à bord de l'.

Des jumelles sont un instrument d'optique binoculaire grossissant destiné à l'observation d'objets à distance, constitué de deux lunettes symétriques montées en parallèle.
L'intérêt des jumelles par rapport à une lunette simple est, dans une certaine mesure, de pouvoir conserver la vision stéréoscopique. Certaines jumelles de marine à très longue portée sont même conçues avec un écartement important des axes optiques en entrée, de manière à améliorer la perception de la profondeur pour des objets lointains.

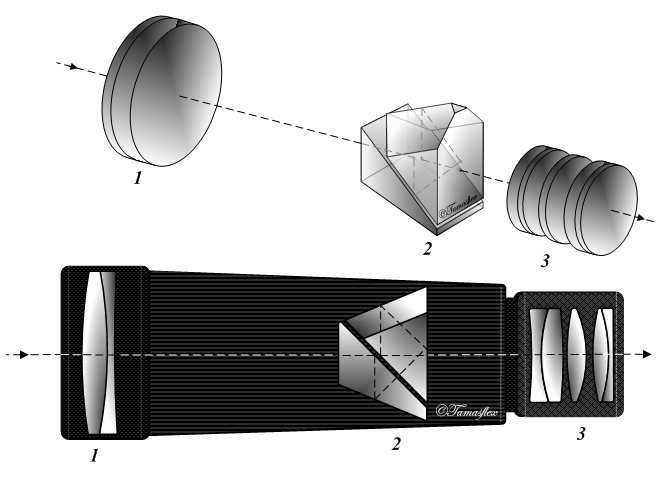
Monoculaire.

A contrario, les jumelles dites de Galilée comportent des oculaires concaves et donnent des objectifs une image non renversée. Elles possèdent des tubes droits sans coude. L'écartement de leurs axes optiques étant celui des yeux de l'observateur (écart interpupillaire), elles n'augmentent pas l'effet de relief et sont simplement conçues pour le confort binoculaire de l'observateur. De faible grossissement, elles sont aussi qualifiées de jumelles de théâtre.

## Histoire
Les jumelles ont été inventées en 1608 par Hans Lippershey, un opticien hollandais qui conçoit d'abord un premier télescope à longue-vue avant de l'adapter en version binoculaire à la demande des autorités néerlandaises,.

## Principe

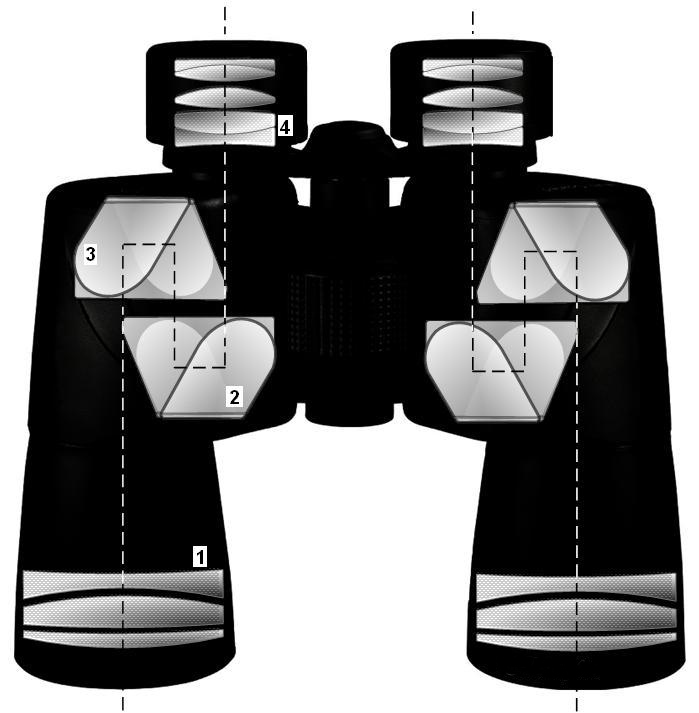
Schéma des jumelles
1 : objectifs (en bas)
2-3 : prismes de Porro (au milieu)
4 : oculaires (en haut).

La lumière entre dans le système optique par les objectifs, comportant plusieurs lentilles à l'extrémité de chaque tube.
Les objectifs étant des systèmes convergents, les images résultantes sont retournées (haut/bas, gauche/droite) comme dans une lunette astronomique. Ces images sont vues grossies à travers des oculaires faisant office de loupes et constitués eux aussi de plusieurs lentilles. Pour permettre l'observation d'images terrestres redressées (droites), un véhicule optique est interposé dans le chemin lumineux. Composé d'un système de prismes, il offre l'avantage de plier le faisceau lumineux et de permettre de réduire l'encombrement global de l'instrument. Autre avantage qui caractérise cet appareil optique, les faisceaux optiques, pliés, restent parallèles, ce qui permet d'augmenter l'écart des axes optiques des objectifs en conservant un écart entre les axes de sorties égal à celui des yeux de l'observateur. La conséquence est la conservation de la sensation de relief, augmentée, de plus, par un grossissement de l'appareil supérieur à l'unité.
L'ensemble des tubes est élaboré de telle sorte (axe mécanique central) qu'on puisse régler l'écart interpupillaire pour l'ajuster d'un individu à l'autre.
Un des oculaires est réglable pour tenir compte d'une éventuelle différence de qualité visuelle (correction en dioptries) des deux yeux de l'observateur.
On distinguera les jumelles militaires des jumelles courantes, dites de marine. Pour ces dernières, une molette centrale permet d'accommoder sur un objet proche en déplaçant l'ensemble des oculaires vers les images données par les objectifs.

## Utilisation
Les jumelles sont utilisées dans les domaines suivants (la liste n'est pas exhaustive) :
- opérations militaires ;
- ornithologie ;
- astronomie amateur ;
- surveillance et sécurité des lieux publics ;
- assistance et sécurité en mer ;
- randonnées ;
- sport et nature ;
- pour apprécier un spectacle (jumelles de théâtre, lorgnette).

Dans les deux premiers cas, l'objectif est de voir sans être vu ; les jumelles sont donc équipées de pare-soleil pour éviter les reflets sur les lentilles extérieures, ces reflets pouvant en effet trahir l'observateur. De plus, dans le cadre militaire, certaines jumelles sont équipées de dispositifs d'amplification de lumière ou de conversion des infrarouges en lumière visible pour la vision nocturne (pour plus de détails, voir l’article jumelles de vision nocturne ).
Dans le troisième cas, les jumelles s'avèrent utiles dans les observations du ciel profond (galaxies, nébuleuses), grâce à leur grand champ, la vision binoculaire et leur luminosité. Des formules avec plus fort grossissement sont optimales pour l'observation des comètes. La précision et la stabilité de l'image étant importantes, les jumelles d'astronomie sont donc souvent équipées d'un adaptateur permettant de les monter sur un support (trépied). 
En ornithologie, l'emploi d'un finnstick est recommandé. Selon que vous souhaitez observer des oiseaux de jour ou de nuit, il faudra des jumelles avec un indice de luminosité adapté. Pour cela, vous devez choisir des jumelles avec une lentille optique à grand diamètre pour que la vision soit lumineuse et claire.

## Caractéristiques

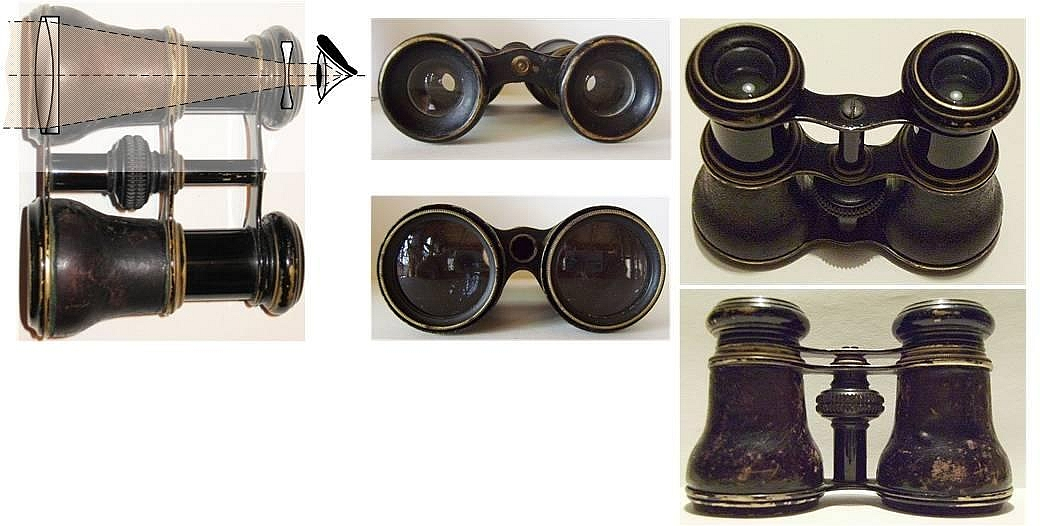
Jumelles de Galilée.

Dans le commerce, les jumelles sont caractérisées principalement par deux nombres, souvent notés a × b :
- le premier nombre, a, représente le coefficient de grossissement des jumelles.
- le deuxième nombre, b, représente le diamètre, exprimé en millimètres, des optiques des jumelles.
- certaines jumelles ont des prismes en Bk-7 (boro-silicate) ; verre de qualité inférieure aux prismes en Bak4 (baryum) offrant une transmission optimale de la lumière.
- les lentilles possèdent des reflets de différentes couleurs : cela provient du traitement optique appliqué. Si le reflet est « blanc », c'est que la lentille n'est pas traitée. Il est mentionné : fully multicoated ou fully broadband multicoated sur les jumelles bénéficiant des meilleurs traitements optiques.
- pour obtenir le champ que l'observateur semble voir (champ de vision apparent), on multiplie le champ réel par le grossissement des jumelles. Par exemple avec des jumelles « 10 × 50, champ 6.5° » le champ de 6.5° représente le champ vu par les jumelles. Elles offrent un champ apparent de 65° à l'observateur. Si le champ apparent est supérieur à 60° il est considéré comme étant « grand angle ». Cependant, certains modèles de jumelles ou d'oculaires grand angle présentent beaucoup de chromatisme et autres défauts optiques.
- la pupille de sortie est le diamètre du faisceau lumineux quittant l'oculaire. Elle se détermine en divisant le diamètre des optiques par le grossissement. Plus la pupille de sortie est grande, plus les jumelles sont lumineuses, mais si elle dépasse le diamètre de la pupille de l’œil de l'observateur, une partie de la lumière est perdue.

Les jumelles 7×50, combinant forte luminosité (50) et bonne stabilité en raison de leur grossissement moyen (7×), sont excellentes pour l'observation de nuit. Elles peuvent cependant fatiguer les yeux de jour en raison de cette même luminosité. Pour l'observation des oiseaux, un modèle en 10x42 est donc préférable.